# Desa Tlogosari (administrativ by i Indonesien, Jawa Timur, lat -7,85, long 113,71)
Desa Tlogosari är en administrativ by i Indonesien.   Den ligger i provinsen Jawa Timur, i den västra delen av landet, 800 km öster om huvudstaden Jakarta.